# Cabiropidae
Los cabirópidos (Cabiropidae) son una familia de crustáceos isópodos marinos. Sus 34 especies son ectoparásitas de otros crustáceos isópodos (tanto libres como parásitos) o cumáceos y son casi cosmopolitas.

## Géneros
Se reconocen los 14 siguientes:
- Aegoniscus Barnard, 1925
- Ancyroniscus Caullery & Mesnil, 1919
- Arcturocheres Hansen, 1916
- Astacilloechus Hansen, 1916
- Bourdonia Rybakov, 1990
- Cabirops Kossmann, 1884
- Cirolanoniscus Pillai, 1966
- Cironiscus Nielsen, 1967
- Clypeoniscus Giard & Bonnier, 1895
- Gnomoniscus Giard & Bonnier, 1895
- Munnoniscus Giard & Bonnier, 1895
- Podoniscus Bourdon, 1981
- Rolandoniscus Boyko, 2013
- Seroloniscus Giard & Bonnier, 1895